# Bunuri mobile din domeniul artă plastică clasate în patrimoniul cultural național al României aflate în județul Vâlcea
Acestă listă conține bunurile mobile din domeniul artă plastică clasate în Patrimoniul cultural național al României aflate la momentul clasării în județul Vâlcea.

## Tezaur
| Foto | Informații generale                                                     | Detalii tehnice | Descriere | Deținător                                            | Legături |
| ---- | ----------------------------------------------------------------------- | --- | --- | ---------------------------------------------------- | -------- |
|      | Maica Domnului cu Pruncul Autor: Nicolae                                | Datare: 20 decembrie 1701 Școală: Atelier brâncovenesc Dimensiuni: 815x540 mm; G = 40 mm Material: lemn, panou de esență moale, navă; 2 traverse semiîngropate; tempera, emulsie grasă, grund alb, schiță incizată, nimburi ștanțate, foiță de aur, var de dos                                                   | Maica Domnului, de tip Zastupnița, susținând frontal Pruncul, cu dreapta pe umăr și cu cea stângă ținând picioarele lateral. Sunt reprezentați arhanghelii Mihail și Gavril, în veșminte imperiale. Veșmintele Maicii și ale Pruncului sunt realizate în manieră tradițională, cu sublinieri aurite și cu negru. Tronul are bancheta și rezemătoarea ornamentată cu motive florale stilizate, aurite, detașându-se pe fondul mai închis, iar brațele sunt împodobite cu volute de acant, de asemenea, aurite. Figura Maicii Domnului este ușor umbrită în jurul obrazului, expresia este rece și severă. | Muzeul Județean, Râmnicu Vâlcea                      | Cimec    |
|      | Sfinții Serghie și Vah                                                  | Datare: Cca 1680 Școală: Atelier din Țara Românească Dimensiuni: 510x420 mm; G = 30 mm Material: panou de lemn, esență moale; navă; tempera, emulsie grasă, grund alb, schiță incizată, nimburi ștanțate, foiță de aur; panoul e mărginit de o dungă roșie                                                       | Personajele reprezentate în picioare, frontal, țin în mâna dreaptă crucea de martir și în stânga lancea. Veșmintele sunt somptuoase, tivite cu broderii aurite și sunt realizate în culori vii, roșu – verde. Drapajul este realizat cu finețe, cu pliuri paralele, subliniate cu alb, susținând poziția corpurilor. Chipurile sunt realizate cu finețe, miniaturale, valorarea obținându-se pe un substrat brun verzui. În partea superioară, Iisus bust, binecuvântează din cerul deschis, cu ambele brațe. Fondul este realizat din două registre, verde și aur.                                      | Muzeul Județean, Râmnicu Vâlcea                      | Cimec    |
|      | Intrarea în Ierusalim Autor: Bogdan (zugrav)                            | Datare: 1 noiembrie 1668 Școală: Atelier din Țara Românească Dimensiuni: 330x260x30 mm Material: tempera emulsie grasă, panou esență moale; navă; grund alb; schiță incizată; verni; nava este ornamentată cu motive florale pictate cu brun                                                                     | Provine din tâmpla bisericii Adormirea din Grămești, Costești, Vâlcea, ultima ctitorie a mitropolitului Ștefan I al Ungrovlahiei. Compoziția cuprinde elemente tradiționale indicate și în erminie. Se remarcă modul foarte clar de punere în scenă și folosirea redusă a detaliilor pitorești caracteristice. Fundalul arhitectonic, ale cărui clădiri au turnuri ascuțite, au fost realizate prin aplatizarea culorii. | Muzeul Județean, Râmnicu Vâlcea                      | Cimec    |
|      | Cuvioasa Paraschiva                                                     | Datare: 3/4 sec. XVII Școală: Atelier din Țara Românească Dimensiuni: 865x660 mm; G = 45 mm Material: panou de lemn, esență tare; navă; 2 traverse îngropate; panoul este mărginit de două baghete, cu profilul rotunjit; tempera; grund alb; schiță incizată; fond stucat; nimburi stucate și reliefate; aurire | Sfânta este reprezentată bust, frontal, ținând în mâna stângă crucea de muceniță, iar cu dreapta făcând gest de orantă. Drapajul mantiei este realizat cu pliuri subliniate cu trăsături groase cu negru. Broderiile de aur imprimă un caracter somptuos reprezentării. Figura, realizată cu obrajii ușor inegali, este în contradicție cu modul rigid cu care a fost tratat drapajul, caracteristic pentru pictura de icoane, din Țara Românească, din a doua jumătate a sec. al XVII-lea. | Muzeul Județean, Râmnicu Vâlcea                      | Cimec    |
|      | Deisis arhieresc (cu Maica Domnului Regina)                             | Datare: 1/2 sec. XVII Școală: Atelier din Țara Românească Dimensiuni: 450x320 mm; G = 30 mm Material: panou de lemn; navă; tempera; grund alb, poliment; schiță incizată; foiță de aur | Iisus este reprezentat ca mare Arhiereu în tema Deisis, susținând evanghelia deschisă (Ioan 10, 12), flancat de Maica Domnului, încoronată și de Sfântul Ioan Botezătorul, în picioare, de o parte și de alta a tronului. Această variantă a fost introdusă în pictura de icoane din Țara Românească la jumătatea secolului al XVII-lea, sub influență moldovenească. Realizarea plastică este bazată pe o tratare liniară, cu trăsături de culoare închisă și contururi puternice. Tipologia feței lui Iisus amintește de modele de icoane rusești, trădând influențele pe care le-a urmat zugravul.    | Muzeul Județean, Râmnicu Vâlcea                      | Cimec    |
|      | Sfântul Nicolae                                                         | Datare: 4/4 sec. XVI Școală: Atelier din Țara Românească Dimensiuni: 800x640 mm; G = 35 mm Material: panou de lemn, esență moale; navă; tempera; grund alb; schiță incizată; poliment | Sfântul Nicolae este reprezentat frontal, ținând cu mâna stângă evanghelia închisă și binecuvântând cu dreapta. Este flancat de Iisus Hristos și de Maica Domnului care îi returnează insignele episcopale. Figura ascetică, prezentând sublinieri grafice, este proiectată pe o aureolă din ipsos reliefat, ornamentată cu palmete și semipalmete și, la rândul ei, aureole, este proiectată pe un registru cromatic verde, realizat peste fondul roșu. Drapajul veșmântului are pliuri indicate cu negru, frânte și rotunjite. Silueta este mult alungită.                                             | Muzeul Județean, Râmnicu Vâlcea                      | Cimec    |
|      | Muzica Autor: Anghel, Gheorghe                                          | Datare: 1963 Școală: Școala românească Dimensiuni: 810x240x300 mm Material: bronz | Sobrietatea clasică și rigoarea formală, caracteristică viziunii artistice a sculptorului, caracterizează această lucrare de tematică alegorică, în care personajul central este întruchiparea feminității. | Muzeul Județean, Râmnicu Vâlcea                      | Cimec    |
|      | Moartea poetului Autor: Anghel, Gheorghe                                | Datare: 1938 Școală: Școala românească Dimensiuni: 500x430 mm Material: sculptură bronz; basorelief | Clasicismul exprimării plastice și rigoarea construcției formale este animat, în această lucrare, care se înscrie în seria de inspirație eminesciană, de ideea eternității spirituale. | Muzeul Județean, Râmnicu Vâlcea                      | Cimec    |
|      | Din viața unui geniu Autor: Anghel, Gheorghe                            | Datare: 1962 Școală: Școala românească Dimensiuni: 910x450 mm Material: sculptură bronz; basorelief | Basorelieful, în trei ipoteze de inspirație eminesciană: începuturi, contemporaneitate, recunoașterea, se înscrie în seria dedicată poetului. Tematica alegorică, transpusă în materie sculpturală, cu pondere clasică, sintetizează ideea de genialitate cu cea a sublimului moral, perpetuat în eternitate. | Muzeul Județean, Râmnicu Vâlcea                      | Cimec    |
|      | Maternitate Autor: Anghel, Gheorghe                                     | Datare: 1940 Școală: Școala românească Dimensiuni: 670x400x610 mm Material: sculptură bronz | Reprezentarea plastică, întruchipare alegorică a sentimentului dragostei materne este pătrunsă de rigoarea clasică a expresiei formale, specifică pentru viziunea artistică a sculptorului. | Muzeul Județean, Râmnicu Vâlcea                      | Cimec    |
|      | Pictorul Ștefan Luchian Autor: Anghel, Gheorghe                         | Datare: 1955 Școală: Școala românească Dimensiuni: 530x360x430 mm Material: sculptură bronz | Modelajul figurii, viguros, exprimă un tumult interior, evidențiind bogata viață interioară a personajului. Realizarea este de factură realistă, înscriindu-se în coordonatele unei estetici clasiciste. | Muzeul Județean, Râmnicu Vâlcea                      | Cimec    |
|      | Muzicianul Valentin Gheorghiu Autor: Anghel, Gheorghe                   | Datare: 1951 Școală: Școala românească Dimensiuni: 390x240x300 mm Material: sculptură bronz | Modelajul figurii, viguros, exprimă un tumult interior, evidențiind bogata viață interioară a personajului. Realizarea este de factură realistă, înscriindu-se în coordonatele unei estetici clasiciste. | Muzeul Județean, Râmnicu Vâlcea                      | Cimec    |
|      | Rugăciune Autor: Anghel, Gheorghe                                       | Datare: 1951 Școală: Școala românească Dimensiuni: 940x310x340 mm Material: sculptură bronz | Sculptură de tip alegoric, surprinde feminitatea spiritualizată printr-un gest sacru, de închinare. Lucrarea, tinzând spre monumentalitate, este realizată cu rigoare clasică, remarcându-se prin austeritatea formală. | Muzeul Județean, Râmnicu Vâlcea                      | Cimec    |
|      | Nud - tors ghemuit Autor: Apostu, Gheorghe                              | Datare: 1965 Școală: Școala românească Dimensiuni: 330x700x420 mm Material: sculptură marmură | Lucrarea se înscrie în stilul „perioadei Khmere” din creația lui G. Apostu, fiind caracterizată prin puritatea formei, care devine extrem de expresivă în organizarea perfectă a volumelor. | Muzeul Județean, Râmnicu Vâlcea                      | Cimec    |
|      | Sfântul Mucenic Procopie Autor: Preda și Marin                          | Datare: 1694 Școală: Școală brâncovenească Material: pictură pe lemn | Icoană împărătească pe lemn reprezentându-l pe Sfântul Mucenic Procopie. | Colecția muzeală a Mănăstirii Hurezi, Romanii de Jos | Cimec    |
|      | Buna Vestire Autor: Preda și Marin                                      | Datare: 1694 Școală: Școală brâncovenească Material: pictură pe lemn | Icoană de tâmplă reprezentând Buna Vestire. | Colecția muzeală a Mănăstirii Hurezi, Romanii de Jos | Cimec    |
|      | Învierea lui Lazăr Autor: Preda și Marin                                | Datare: 1694 Școală: Școală brâncovenească Material: pictură pe lemn | Icoană de tâmplă reprezentând Învierea lui Lazăr. | Colecția muzeală a Mănăstirii Hurezi, Romanii de Jos | Cimec    |
|      | Nașterea Domnului Autor: Preda și Marin                                 | Datare: 1694 Școală: Școală brâncovenească Material: pictură pe lemn | Icoană de tâmplă reprezentând Nașterea Domnului. | Colecția muzeală a Mănăstirii Hurezi, Romanii de Jos | Cimec    |
|      | Înălțarea Domnului Autor: Preda și Marin                                | Datare: 1694 Școală: Școală brâncovenească Material: pictură pe lemn | Icoană de tâmplă reprezentând Înălțarea Domnului. | Colecția muzeală a Mănăstirii Hurezi, Romanii de Jos | Cimec    |
|      | Sfânta Treime, patriarhul Avraam și Sara Autor: Preda și Marin          | Datare: 1694 Școală: Școală brâncovenească Material: pictură pe lemn | Icoană de tâmplă reprezentând Sfânta Treime, patriarhul Avraam și Sara. | Colecția muzeală a Mănăstirii Hurezi, Romanii de Jos | Cimec    |
|      | Apostolul Andrei Autor: Preda și Marin                                  | Datare: 1694 Școală: Școală brâncovenească Material: pictură pe lemn | Icoană de tâmplă reprezentându-l pe Apostolul Andrei. | Colecția muzeală a Mănăstirii Hurezi, Romanii de Jos | Cimec    |
|      | Apostolul Filip Autor: Preda și Marin                                   | Datare: 1694 Școală: Școală brâncovenească | | Colecția muzeală a Mănăstirii Hurezi, Romanii de Jos | Cimec    |
|      | Apostolul Ioan Autor: Preda și Marin                                    | Datare: 1694 Școală: Școală brâncovenească | | Colecția muzeală a Mănăstirii Hurezi, Romanii de Jos | Cimec    |
|      | Apostolul Iacov Autor: Preda și Marin                                   | Datare: 1694 Școală: Școală brâncovenească | | Colecția muzeală a Mănăstirii Hurezi, Romanii de Jos | Cimec    |
|      | Apostolul Marcu Autor: Preda și Marin                                   | Datare: 1694 Școală: Școală brâncovenească | | Colecția muzeală a Mănăstirii Hurezi, Romanii de Jos | Cimec    |
|      | Apostolul Matei Autor: Preda și Marin                                   | Datare: 1694 Școală: Școală brâncovenească | | Colecția muzeală a Mănăstirii Hurezi, Romanii de Jos | Cimec    |
|      | Apostolul Pavel Autor: Preda și Marin                                   | Datare: 1694 Școală: Școală brâncovenească | | Colecția muzeală a Mănăstirii Hurezi, Romanii de Jos | Cimec    |
|      | Apostolul Petru Autor: Preda și Marin                                   | Datare: 1694 Școală: Școală brâncovenească | | Colecția muzeală a Mănăstirii Hurezi, Romanii de Jos | Cimec    |
|      | Apostolul Simon Autor: Preda și Marin                                   | Datare: 1694 Școală: Școală brâncovenească | | Colecția muzeală a Mănăstirii Hurezi, Romanii de Jos | Cimec    |
|      | Apostolul Toma Autor: Preda și Marin                                    | Datare: 1694 Școală: Școală brâncovenească | | Colecția muzeală a Mănăstirii Hurezi, Romanii de Jos | Cimec    |
|      | Apostolul Vartolomeu Autor: Preda și Marin                              | Datare: 1694 Școală: Școală brâncovenească | | Colecția muzeală a Mănăstirii Hurezi, Romanii de Jos | Cimec    |
|      | Deisis cu Iisus Mare Împărat și Mare Arhiereu Autor: Preda și Marin     | Datare: 1694 Școală: Școală brâncovenească Dimensiuni: 880x600x40 mm Material: panou de esență moale, pânză, două traverse pană, semiîngropate; tempera, emulsie grasă, grund alb, schiță incizată, foiță de aur, nimburi ștanțate                                                                               | | Colecția muzeală a Mănăstirii Hurezi, Romanii de Jos | Cimec    |
|      | Intrarea în Biserică a Maicii Domnului Autor: Bogdan (zugrav)           | Datare: 01.11.1668 Școală: Atelier din Țara Românească Material: panou de esență moale; navă; tempera; emulsie grasă; grund alb; schiță incizată; verni | Provine din tâmpla Bisericii de lemn „Adormirea Maicii Domnului” (fostul Schit Grămești) din satul Pietreni, com. Costești, jud. Vâlcea, ctitorie a mitropolitului Ștefan I. | Mănăstirea Cozia, Vâlcea                             | Cimec    |
|      | Buna Vestire Autor: Bogdan (zugrav)                                     | Datare: 01.11.1668 Școală: Atelier din Țara Românească Material: panou de esență moale; navă; tempera; emulsie grasă; grund alb; schiță incizată; verni | Provine din tâmpla Bisericii de lemn „Adormirea Maicii Domnului” (fostul Schit Grămești) din satul Pietreni, com. Costești, jud. Vâlcea, ctitorie a mitropolitului Ștefan I. | Mănăstirea Cozia, Vâlcea                             | Cimec    |
|      | Nașterea lui Iisus Autor: Bogdan (zugrav)                               | Datare: 01.11.1668 Școală: Atelier din Țara Românească Material: panou de esență moale; navă; tempera; emulsie grasă; grund alb; schiță incizată; verni | Provine din tâmpla Bisericii de lemn „Adormirea Maicii Domnului” (fostul Schit Grămești) din satul Pietreni, com. Costești, jud. Vâlcea, ctitorie a mitropolitului Ștefan I. | Mănăstirea Cozia, Vâlcea                             | Cimec    |
|      | Tăierea împrejur Autor: Bogdan (zugrav)                                 | Datare: 01.11.1668 Școală: Atelier din Țara Românească Material: panou de esență moale; navă; tempera; emulsie grasă; grund alb; schiță incizată; verni | Provine din tâmpla Bisericii de lemn „Adormirea Maicii Domnului” (fostul Schit Grămești) din satul Pietreni, com. Costești, jud. Vâlcea, ctitorie a mitropolitului Ștefan I. | Mănăstirea Cozia, Vâlcea                             | Cimec    |
|      | Întâmpinarea Domnului Autor: Bogdan (zugrav)                            | Datare: 01.11.1668 Școală: Atelier din Țara Românească Material: panou de esență moale; navă; tempera; emulsie grasă; grund alb; schiță incizată; verni | Provine din tâmpla Bisericii de lemn „Adormirea Maicii Domnului” (fostul Schit Grămești) din satul Pietreni, com. Costești, jud. Vâlcea, ctitorie a mitropolitului Ștefan I. | Mănăstirea Cozia, Vâlcea                             | Cimec    |
|      | Botezul Domnului Autor: Bogdan (zugrav)                                 | Datare: 01.11.1668 Școală: Atelier din Țara Românească Material: panou de esență moale; navă; tempera; emulsie grasă; grund alb; schiță incizată; verni | Provine din tâmpla Bisericii de lemn „Adormirea Maicii Domnului” (fostul Schit Grămești) din satul Pietreni, com. Costești, jud. Vâlcea, ctitorie a mitropolitului Ștefan I. | Mănăstirea Cozia, Vâlcea                             | Cimec    |
|      | Schimbarea la Față Autor: Bogdan (zugrav)                               | Datare: 01.11.1668 Școală: Atelier din Țara Românească Material: panou de esență moale; navă; tempera; emulsie grasă; grund alb; schiță incizată; verni | Provine din tâmpla Bisericii de lemn „Adormirea Maicii Domnului” (fostul Schit Grămești) din satul Pietreni, com. Costești, jud. Vâlcea, ctitorie a mitropolitului Ștefan I. | Mănăstirea Cozia, Vâlcea                             | Cimec    |
|      | Învierea Domnului (Anastasis) Autor: Bogdan (zugrav)                    | Datare: 01.11.1668 Școală: Atelier din Țara Românească Material: panou de esență moale; navă; tempera; emulsie grasă; grund alb; schiță incizată; verni | Provine din tâmpla Bisericii de lemn „Adormirea Maicii Domnului” (fostul Schit Grămești) din satul Pietreni, com. Costești, jud. Vâlcea, ctitorie a mitropolitului Ștefan I. | Mănăstirea Cozia, Vâlcea                             | Cimec    |
|      | Înălțarea Domnului Autor: Bogdan (zugrav)                               | Datare: 01.11.1668 Școală: Atelier din Țara Românească Material: panou de esență moale; navă; tempera; emulsie grasă; grund alb; schiță incizată; verni | Provine din tâmpla Bisericii de lemn „Adormirea Maicii Domnului” (fostul Schit Grămești) din satul Pietreni, com. Costești, jud. Vâlcea, ctitorie a mitropolitului Ștefan I. | Mănăstirea Cozia, Vâlcea                             | Cimec    |
|      | Sfinții Trei Ierarhi Autor: Bogdan (zugrav)                             | Datare: 01.11.1668 Școală: Atelier din Țara Românească Material: panou de esență moale; navă; tempera; emulsie grasă; grund alb; schiță incizată; verni | Provine din tâmpla Bisericii de lemn „Adormirea Maicii Domnului” (fostul Schit Grămești) din satul Pietreni, com. Costești, jud. Vâlcea, ctitorie a mitropolitului Ștefan I. | Mănăstirea Cozia, Vâlcea                             | Cimec    |
|      | Arhanghelul Mihail Autor: Bogdan (zugrav)                               | Datare: 01.11.1668 Școală: Atelier din Țara Românească Material: panou de esență moale; navă; tempera; emulsie grasă; grund alb; schiță incizată; verni | Provine din tâmpla Bisericii de lemn „Adormirea Maicii Domnului” (fostul Schit Grămești) din satul Pietreni, com. Costești, jud. Vâlcea, ctitorie a mitropolitului Ștefan I. | Mănăstirea Cozia, Vâlcea                             | Cimec    |
|      | Nașterea Maicii Domnului Autor: Bogdan (zugrav)                         | Datare: 01.11.1668 Școală: Atelier din Țara Românească Material: panou de esență moale; navă; tempera; emulsie grasă; grund alb; schiță incizată; verni | Provine din tâmpla Bisericii de lemn „Adormirea Maicii Domnului” (fostul Schit Grămești) din satul Pietreni, com. Costești, jud. Vâlcea, ctitorie a mitropolitului Ștefan I. | Mănăstirea Cozia, Vâlcea                             | Cimec    |
|      | Maica Domnului cu Pruncul și Judecata de Apoi Autor: Damaschin - zugrav | Datare: Prima jumătate a sec. XV Școală: Atelier brâncovenesc Material: panou de esență moale; navă; pânză; tempera; grund alb; schiță incizată; foiță de aur | Expresia figurii Maicii Domnului aparține tipului „Îndurării”, cristalizat în Bizanț în sec. XII. Energia emoțională pe care o degajă, modelul dulce, plastic, nasul curbat elegant, valoarea volumelor prin tonuri calde cu lumini rare și umbre ușoare, constituie trăsături ale școlii macedonene. Lateral au fost reprezentați profeții mesianici, iar în colțuri apar arhanghelii Rafaiil și Uriil. După restaurare se poate observa și reversul pictat în culori calde, poate dintr-o etapă ușor tardivă.                                                                                          | Mănăstirea Dintr-un Lemn, Dezrobiți                  | Cimec    |
|      | Apostolul Vartolomeu                                                    | Datare: 1694 Școală: Atelier brâncovenesc Hurezi Dimensiuni: 58 x 30 x 3 cm Material: panou de esență moale; navă; două traverse semiîngropate; tempera; emulsie grasă; grund alb; schiță incizată; foiță de aur; nimburi ștanțate; verni                                                                        | Icoana face parte din ansamblul tâmplei Bisericii „Sfinții Împărați Constantin și Elena” (biserica mare) de la Mănăstirea Hurezi. Datare: anul este înscris pe arhitrava tâmplei bisericii mari. | Colecția muzeală a Mănăstirii Hurezi, Romanii de Jos | Cimec    |
|      | Apostolul Toma                                                          | Datare: 1694 Școală: Atelier brâncovenesc Hurezi Dimensiuni: 58 x 30 x 3 cm Material: panou de esență moale; navă; două traverse semiîngropate; tempera; emulsie grasă; grund alb; schiță incizată; foiță de aur; nimburi ștanțate; verni                                                                        | Icoana face parte din ansamblul tâmplei Bisericii „Sfinții Împărați Constantin și Elena” (biserica mare) de la Mănăstirea Hurezi. Datare: anul este înscris pe arhitrava tâmplei bisericii mari. | Colecția muzeală a Mănăstirii Hurezi, Romanii de Jos | Cimec    |
|      | Apostolul Simon                                                         | Datare: 1694 Școală: Atelier brâncovenesc Hurezi Dimensiuni: 58 x 30 x 3 cm Material: panou de esență moale; navă; două traverse semiîngropate; tempera; emulsie grasă; grund alb; schiță incizată; foiță de aur; nimburi ștanțate; verni                                                                        | Icoana face parte din ansamblul tâmplei Bisericii „Sfinții Împărați Constantin și Elena” (biserica mare) de la Mănăstirea Hurezi. Datare: anul este înscris pe arhitrava tâmplei bisericii mari. | Colecția muzeală a Mănăstirii Hurezi, Romanii de Jos | Cimec    |
|      | Apostolul Petru                                                         | Datare: 1694 Școală: Atelier brâncovenesc Hurezi Dimensiuni: 58 x 30 x 3 cm Material: panou de esență moale; navă; două traverse semiîngropate; tempera; emulsie grasă; grund alb; schiță incizată; foiță de aur; nimburi ștanțate; verni                                                                        | Icoana face parte din ansamblul tâmplei Bisericii „Sfinții Împărați Constantin și Elena” (biserica mare) de la Mănăstirea Hurezi. Datare: anul este înscris pe arhitrava tâmplei bisericii mari. | Colecția muzeală a Mănăstirii Hurezi, Romanii de Jos | Cimec    |
|      | Apostolul Pavel                                                         | Datare: 1694 Școală: Atelier brâncovenesc Hurezi Dimensiuni: 58 x 30 x 3 cm Material: panou de esență moale; navă; două traverse semiîngropate; tempera; emulsie grasă; grund alb; schiță incizată; foiță de aur; nimburi ștanțate; verni                                                                        | Icoana face parte din ansamblul tâmplei Bisericii „Sfinții Împărați Constantin și Elena” (biserica mare) de la Mănăstirea Hurezi. Datare: anul este înscris pe arhitrava tâmplei bisericii mari. | Colecția muzeală a Mănăstirii Hurezi, Romanii de Jos | Cimec    |
|      | Apostolul Matei                                                         | Datare: 1694 Școală: Atelier brâncovenesc Hurezi Dimensiuni: 58 x 30 x 3 cm Material: panou de esență moale; navă; două traverse semiîngropate; tempera; emulsie grasă; grund alb; schiță incizată; foiță de aur; nimburi ștanțate; verni                                                                        | Icoana face parte din ansamblul tâmplei Bisericii „Sfinții Împărați Constantin și Elena” (biserica mare) de la Mănăstirea Hurezi. Datare: anul este înscris pe arhitrava tâmplei bisericii mari. | Colecția muzeală a Mănăstirii Hurezi, Romanii de Jos | Cimec    |
|      | Apostolul Matei                                                         | Datare: 1694 Școală: Atelier brâncovenesc Hurezi Dimensiuni: 58 x 30 x 3 cm Material: panou de esență moale; navă; două traverse semiîngropate; tempera; emulsie grasă; grund alb; schiță incizată; foiță de aur; nimburi ștanțate; verni                                                                        | Icoana face parte din ansamblul tâmplei Bisericii „Sfinții Împărați Constantin și Elena” (biserica mare) de la Mănăstirea Hurezi. Datare: anul este înscris pe arhitrava tâmplei bisericii mari. | Colecția muzeală a Mănăstirii Hurezi, Romanii de Jos | Cimec    |
|      | Apostolul Luca                                                          | Datare: 1694 Școală: Atelier brâncovenesc Hurezi Dimensiuni: 58 x 30 x 3 cm Material: panou de esență moale; navă; două traverse semiîngropate; tempera; emulsie grasă; grund alb; schiță incizată; foiță de aur; nimburi ștanțate; verni                                                                        | Icoana face parte din ansamblul tâmplei Bisericii „Sfinții Împărați Constantin și Elena” (biserica mare) de la Mănăstirea Hurezi. Datare: anul este înscris pe arhitrava tâmplei bisericii mari. | Colecția muzeală a Mănăstirii Hurezi, Romanii de Jos | Cimec    |
|      | Apostolul Iacov                                                         | Datare: 1694 Școală: Atelier brâncovenesc Hurezi Dimensiuni: 58 x 30 x 3 cm Material: panou de esență moale; navă; două traverse semiîngropate; tempera; emulsie grasă; grund alb; schiță incizată; foiță de aur; nimburi ștanțate; verni                                                                        | Icoana face parte din ansamblul tâmplei Bisericii „Sfinții Împărați Constantin și Elena” (biserica mare) de la Mănăstirea Hurezi. Datare: anul este înscris pe arhitrava tâmplei bisericii mari. | Colecția muzeală a Mănăstirii Hurezi, Romanii de Jos | Cimec    |
|      | Apostolul Ioan                                                          | Datare: 1694 Școală: Atelier brâncovenesc Hurezi Dimensiuni: 58 x 30 x 3 cm Material: panou de esență moale; navă; două traverse semiîngropate; tempera; emulsie grasă; grund alb; schiță incizată; foiță de aur; nimburi ștanțate; verni                                                                        | Icoana face parte din ansamblul tâmplei Bisericii „Sfinții Împărați Constantin și Elena” (biserica mare) de la Mănăstirea Hurezi. Datare: anul este înscris pe arhitrava tâmplei bisericii mari. | Colecția muzeală a Mănăstirii Hurezi, Romanii de Jos | Cimec    |
|      | Apostolul Andrei                                                        | Datare: 1694 Școală: Atelier brâncovenesc Hurezi Dimensiuni: 58 x 30 x 3 cm Material: panou de esență moale; navă; două traverse semiîngropate; tempera; emulsie grasă; grund alb; schiță incizată; foiță de aur; nimburi ștanțate; verni                                                                        | Icoana face parte din ansamblul tâmplei Bisericii „Sfinții Împărați Constantin și Elena” (biserica mare) de la Mănăstirea Hurezi. Datare: anul este înscris pe arhitrava tâmplei bisericii mari. | Colecția muzeală a Mănăstirii Hurezi, Romanii de Jos | Cimec    |
|      | Deisis                                                                  | Datare: 1694 Școală: Atelier brâncovenesc Hurezi Dimensiuni: 58 x 30 x 3 cm Material: panou de esență moale; navă; două traverse semiîngropate; tempera; emulsie grasă; grund alb; schiță incizată; foiță de aur; nimburi ștanțate; verni                                                                        | Icoana face parte din ansamblul tâmplei Bisericii „Sfinții Împărați Constantin și Elena” (biserica mare) de la Mănăstirea Hurezi. Datare: anul este înscris pe arhitrava tâmplei bisericii mari. | Colecția muzeală a Mănăstirii Hurezi, Romanii de Jos | Cimec    |
|      | Înălțarea Domnului                                                      | Datare: 1694 Școală: Atelier brâncovenesc Hurezi Dimensiuni: 50 x 35 x 3,5 cm Material: panou de esență moale; navă; două traverse semiîngropate; tempera; emulsie grasă; grund alb; schiță incizată; foiță de aur; nimburi ștanțate                                                                             | Icoana face parte din ansamblul tâmplei Bisericii „Sfinții Împărați Constantin și Elena” (biserica mare) de la Mănăstirea Hurezi. Datare: anul este înscris pe arhitrava tâmplei bisericii mari. | Colecția muzeală a Mănăstirii Hurezi, Romanii de Jos | Cimec    |
|      | Adormirea Maicii Domnului                                               | Datare: 1694 Școală: Atelier brâncovenesc Hurezi Dimensiuni: 50 x 35 x 3,5 cm Material: panou de esență moale; navă; două traverse semiîngropate; tempera; emulsie grasă; grund alb; schiță incizată; foiță de aur; nimburi ștanțate                                                                             | Icoana face parte din ansamblul tâmplei Bisericii „Sfinții Împărați Constantin și Elena” (biserica mare) de la Mănăstirea Hurezi. | Colecția muzeală a Mănăstirii Hurezi, Romanii de Jos | Cimec    |
|      | Pogorârea Sfântului Duh                                                 | Datare: 1694 Școală: Atelier brâncovenesc Hurezi Dimensiuni: 50 x 35 x 3,5 cm Material: panou de esență moale; navă; două traverse semiîngropate; tempera; emulsie grasă; grund alb; schiță incizată; foiță de aur; nimburi ștanțate                                                                             | Icoana face parte din ansamblul tâmplei Bisericii „Sfinții Împărați Constantin și Elena” (biserica mare) de la Mănăstirea Hurezi. Datare: anul este înscris pe arhitrava tâmplei bisericii mari. | Colecția muzeală a Mănăstirii Hurezi, Romanii de Jos | Cimec    |
|      | Învierea Domnului (Anastasis)                                           | Datare: 1694 Școală: Atelier brâncovenesc Hurezi Dimensiuni: 50 x 35 x 3,5 cm Material: panou de esență moale; navă; două traverse semiîngropate; tempera; emulsie grasă; grund alb; schiță incizată; foiță de aur; nimburi ștanțate                                                                             | Icoana face parte din ansamblul tâmplei Bisericii „Sfinții Împărați Constantin și Elena” (biserica mare) de la Mănăstirea Hurezi. Datare: anul este înscris pe arhitrava tâmplei bisericii mari. | Colecția muzeală a Mănăstirii Hurezi, Romanii de Jos | Cimec    |
|      | Răstignirea lui Iisus Hristos                                           | Datare: 1694 Școală: Atelier brâncovenesc Hurezi Dimensiuni: 50 x 35 x 3,5 cm Material: panou de esență moale; navă; două traverse semiîngropate; tempera; emulsie grasă; grund alb; schiță incizată; foiță de aur; nimburi ștanțate                                                                             | Icoana face parte din ansamblul tâmplei Bisericii „Sfinții Împărați Constantin și Elena” (biserica mare) de la Mănăstirea Hurezi. Datare: anul este înscris pe arhitrava tâmplei bisericii mari. | Colecția muzeală a Mănăstirii Hurezi, Romanii de Jos | Cimec    |
|      | Duminica Floriilor                                                      | Datare: 1694 Școală: Atelier brâncovenesc Hurezi Dimensiuni: 50 x 35 x 3,5 cm Material: panou de esență moale; navă; două traverse semiîngropate; tempera; emulsie grasă; grund alb; schiță incizată; foiță de aur; nimburi ștanțate                                                                             | Icoana face parte din ansamblul tâmplei Bisericii „Sfinții Împărați Constantin și Elena” (biserica mare) de la Mănăstirea Hurezi. Datare: anul este înscris pe arhitrava tâmplei bisericii mari. | Colecția muzeală a Mănăstirii Hurezi, Romanii de Jos | Cimec    |
|      | Schimbarea la Față                                                      | Datare: 1694 Școală: Atelier brâncovenesc Hurezi Dimensiuni: 50 x 35 x 3,5 cm Material: panou de esență moale; navă; două traverse semiîngropate; tempera; emulsie grasă; grund alb; schiță incizată; foiță de aur; nimburi ștanțate                                                                             | Icoana face parte din ansamblul tâmplei Bisericii „Sfinții Împărați Constantin și Elena” (biserica mare) de la Mănăstirea Hurezi. Datare: anul este înscris pe arhitrava tâmplei bisericii mari. | Colecția muzeală a Mănăstirii Hurezi, Romanii de Jos | Cimec    |
|      | Învierea lui Lazăr                                                      | Datare: 1694 Școală: Atelier brâncovenesc Hurezi Dimensiuni: 50 x 35 x 3,5 cm Material: panou de esență moale; navă; două traverse semiîngropate; tempera; emulsie grasă; grund alb; schiță incizată; foiță de aur; nimburi ștanțate                                                                             | Icoana face parte din ansamblul tâmplei Bisericii „Sfinții Împărați Constantin și Elena” (biserica mare) de la Mănăstirea Hurezi. Datare: anul este înscris pe arhitrava tâmplei bisericii mari. | Colecția muzeală a Mănăstirii Hurezi, Romanii de Jos | Cimec    |
|      | Nașterea lui Iisus                                                      | Datare: 1694 Școală: Atelier brâncovenesc Hurezi Dimensiuni: 50 x 35 x 3,5 cm Material: panou de esență moale; navă; două traverse semiîngropate; tempera; emulsie grasă; grund alb; schiță incizată; foiță de aur; nimburi ștanțate                                                                             | Icoana face parte din ansamblul tâmplei Bisericii „Sfinții Împărați Constantin și Elena” (biserica mare) de la Mănăstirea Hurezi. Datare: anul este înscris pe arhitrava tâmplei bisericii mari. | Colecția muzeală a Mănăstirii Hurezi, Romanii de Jos | Cimec    |
|      | Întâmpinarea Domnului                                                   | Datare: 1694 Școală: Atelier brâncovenesc Hurezi Dimensiuni: 50 x 35 x 3,5 cm Material: panou de esență moale; navă; două traverse semiîngropate; tempera; emulsie grasă; grund alb; schiță incizată; foiță de aur; nimburi ștanțate                                                                             | Icoana face parte din ansamblul tâmplei Bisericii „Sfinții Împărați Constantin și Elena” (biserica mare) de la Mănăstirea Hurezi. Datare: anul este înscris pe arhitrava tâmplei bisericii mari. | Colecția muzeală a Mănăstirii Hurezi, Romanii de Jos | Cimec    |
|      | Botezul Domnului                                                        | Datare: 1694 Școală: Atelier brâncovenesc Hurezi Dimensiuni: 50 x 35 x 3,5 cm Material: panou de esență moale; navă; două traverse semiîngropate; tempera; emulsie grasă; grund alb; schiță incizată; foiță de aur; nimburi ștanțate                                                                             | Icoana face parte din ansamblul tâmplei Bisericii „Sfinții Împărați Constantin și Elena” (biserica mare) de la Mănăstirea Hurezi. Datare: anul este înscris pe arhitrava tâmplei bisericii mari. | Colecția muzeală a Mănăstirii Hurezi, Romanii de Jos | Cimec    |
|      | Nașterea Maicii Domnului                                                | Datare: 1694 Școală: Atelier brâncovenesc Hurezi Dimensiuni: 50 x 35 x 3,5 cm Material: panou de esență moale; navă; două traverse semiîngropate; tempera; emulsie grasă; grund alb; schiță incizată; foiță de aur; nimburi ștanțate                                                                             | Icoana face parte din ansamblul tâmplei Bisericii „Sfinții Împărați Constantin și Elena” (biserica mare) de la Mănăstirea Hurezi. Datare: anul este înscris pe arhitrava tâmplei bisericii mari. | Colecția muzeală a Mănăstirii Hurezi, Romanii de Jos | Cimec    |
|      | Buna Vestire                                                            | Datare: 1694 Școală: Atelier brâncovenesc Hurezi Dimensiuni: 50 x 35 x 3,5 cm Material: panou de esență moale; navă; două traverse semiîngropate; tempera; emulsie grasă; grund alb; schiță incizată; foiță de aur; nimburi ștanțate                                                                             | Icoana face parte din ansamblul tâmplei Bisericii „Sfinții Împărați Constantin și Elena” (biserica mare) de la Mănăstirea Hurezi. Datare: anul este înscris pe arhitrava tâmplei bisericii mari. | Colecția muzeală a Mănăstirii Hurezi, Romanii de Jos | Cimec    |
|      | Sfinții Împărați Constantin și Elena                                    | Datare: 1694 Școală: Atelier brâncovenesc Hurezi Dimensiuni: 109 x 72 x 3,5 cm Material: panou de esență moale; navă; două traverse semiîngropate; tempera; emulsie grasă; grund alb; schiță incizată; foiță de aur; nimburi ștanțate                                                                            | Icoana face parte din ansamblul tâmplei Bisericii „Sfinții Împărați Constantin și Elena” (biserica mare) de la Mănăstirea Hurezi. Datare: anul este înscris pe arhitrava tâmplei bisericii mari. | Colecția muzeală a Mănăstirii Hurezi, Romanii de Jos | Cimec    |
|      | Sfântul Mare Mucenic Procopie                                           | Datare: 1694 Școală: Atelier brâncovenesc Hurezi Dimensiuni: 109 x 72 x 3,5 cm Material: panou de esență moale; navă; două traverse semiîngropate; tempera; emulsie grasă; grund alb; schiță incizată; foiță de aur; nimburi ștanțate                                                                            | Icoana face parte din ansamblul tâmplei Bisericii „Sfinții Împărați Constantin și Elena” (biserica mare) de la Mănăstirea Hurezi. Datare: anul este înscris pe arhitrava tâmplei bisericii mari. | Colecția muzeală a Mănăstirii Hurezi, Romanii de Jos | Cimec    |
|      | Deisis cu Iisus Mare Împărat și Mare Arhiereu                           | Datare: 1694 Școală: Atelier brâncovenesc Hurezi Dimensiuni: 109 x 72 x 3,5 cm Material: panou de esență moale; navă; două traverse semiîngropate; tempera; emulsie grasă; grund alb; schiță incizată; foiță de aur; nimburi ștanțate                                                                            | Icoana face parte din ansamblul tâmplei Bisericii „Sfinții Împărați Constantin și Elena” (biserica mare) de la Mănăstirea Hurezi. Datare: anul este înscris pe arhitrava tâmplei bisericii mari. | Colecția muzeală a Mănăstirii Hurezi, Romanii de Jos | Cimec    |
|      | Maica Domnului cu Pruncul                                               | Datare: 1694 Școală: Atelier brâncovenesc Hurezi Dimensiuni: 109 x 72 x 3,5 cm Material: panou de esență moale; navă; două traverse semiîngropate; tempera; emulsie grasă; grund alb; schiță incizată; foiță de aur; nimburi ștanțate                                                                            | Icoana face parte din ansamblul tâmplei Bisericii „Sfinții Împărați Constantin și Elena” (biserica mare) de la Mănăstirea Hurezi. Datare: anul este înscris pe arhitrava tâmplei bisericii mari. | Colecția muzeală a Mănăstirii Hurezi, Romanii de Jos | Cimec    |
|      | Deisis cu Iisus Mare Împărat și Mare Arhiereu Autor: Preda și Marin     | Datare: Sfârșit secol XVII Școală: Atelier brâncovenesc - Hurezi Dimensiuni: 89 x 62 cm Material: Panou de esență tare; navă; două scânduri; două traverse semiîngropate | Mântuitorul Iisus este reprezentat tronând și binecuvântând. Este așezat pe un tron decorat cu motive specifice artei brâncovenești, acant stilizat și mascheroni, care sunt aurite. Intercesorii, bust, miniaturali, în câmpul superior al icoanei, sunt întorși către Iisus și țin filactere. Icoana face parte din ansamblul Bisericii Paraclis „Nașterea Maicii Domnului” de la Mânăstirea Hurezi. | Colecția muzeală a Mănăstirii Hurezi, Romanii de Jos | Cimec    |
|      | Maica Domnului cu Pruncul Autor: Preda și Marin                         | Datare: 1696 Școală: Atelier brâncovenesc Hurezi Dimensiuni: 89 x 62 x 5 cm Material: panou de esență tare; navă; două scânduri; două traverse semiîngropate; tempera; emulsie grasă; grund alb; schiță incizată; foiță de aur; nimburi ștanțate                                                                 | Icoana face parte din ansamblul tâmplei Bisericii Paraclis „Nașterea Maicii Domnului” de la Mănăstirea Hurezi. | Colecția muzeală a Mănăstirii Hurezi, Romanii de Jos | Cimec    |
|      | Sfinții Împărați Constantin și Elena Autor: Preda și Marin              | Datare: 1696 Școală: Atelier brâncovenesc Hurezi Dimensiuni: 89 x 62 x 5 cm Material: panou de esență tare; navă; două scânduri; două traverse semiîngropate; tempera; emulsie grasă; grund alb; schiță incizată; foiță de aur; nimburi ștanțate                                                                 | Icoana face parte din ansamblul tâmplei Bisericii Paraclis „Nașterea Maicii Domnului” de la Mănăstirea Hurezi. | Colecția muzeală a Mănăstirii Hurezi, Romanii de Jos | Cimec    |
|      | Nașterea Maicii Domnului Autor: Preda și Marin                          | Datare: 1696 Școală: Atelier brâncovenesc Hurezi Dimensiuni: 89 x 62 x 5 cm Material: panou de esență tare; navă; două scânduri; două traverse semiîngropate; tempera; emulsie grasă; grund alb; schiță incizată; foiță de aur; nimburi ștanțate                                                                 | Icoana face parte din ansamblul tâmplei Bisericii Paraclis „Nașterea Maicii Domnului” de la Mănăstirea Hurezi. | Colecția muzeală a Mănăstirii Hurezi, Romanii de Jos | Cimec    |
|      | Nașterea Maicii Domnului Autor: Preda și Marin                          | Datare: 1696 Școală: Atelier brâncovenesc Hurezi Dimensiuni: 34x 25 x 3 cm Material: panou de esență tare; navă; două scânduri; două traverse semiîngropate; tempera; emulsie grasă; grund alb; schiță incizată; foiță de aur; nimburi ștanțate                                                                  | Icoana face parte din ansamblul tâmplei Bisericii Paraclis "Nașterea Maicii Domnului" de la Mănăstirea Hurezi. | Colecția muzeală a Mănăstirii Hurezi, Romanii de Jos | Cimec    |
|      | Buna Vestire Autor: Preda și Marin                                      | Datare: 1696 Școală: Atelier brâncovenesc Hurezi Dimensiuni: 34x 25 x 3 cm Material: panou de esență tare; navă; două scânduri; două traverse semiîngropate; tempera; emulsie grasă; grund alb; schiță incizată; foiță de aur; nimburi ștanțate                                                                  | Icoana face parte din ansamblul tâmplei Bisericii Paraclis „Nașterea Maicii Domnului” de la Mănăstirea Hurezi. | Colecția muzeală a Mănăstirii Hurezi, Romanii de Jos | Cimec    |
|      | Nașterea lui Iisus Autor: Preda și Marin                                | Datare: 1696 Școală: Atelier brâncovenesc Hurezi Dimensiuni: 34x 25 x 3 cm Material: panou de esență tare; navă; două scânduri; două traverse semiîngropate; tempera; emulsie grasă; grund alb; schiță incizată; foiță de aur; nimburi ștanțate                                                                  | Icoana face parte din ansamblul tâmplei Bisericii Paraclis „Nașterea Maicii Domnului” de la Mănăstirea Hurezi. | Colecția muzeală a Mănăstirii Hurezi, Romanii de Jos | Cimec    |
|      | Întâmpinarea Domnului Autor: Preda și Marin                             | Datare: 1696 Școală: Atelier brâncovenesc Hurezi Dimensiuni: 34x 25 x 3 cm Material: panou de esență tare; navă; două scânduri; două traverse semiîngropate; tempera; emulsie grasă; grund alb; schiță incizată; foiță de aur; nimburi ștanțate                                                                  | Icoana face parte din ansamblul tâmplei Bisericii Paraclis „Nașterea Maicii Domnului” de la Mănăstirea Hurezi. | Colecția muzeală a Mănăstirii Hurezi, Romanii de Jos | Cimec    |
|      | Botezul Domnului Autor: Preda și Marin                                  | Datare: 1696 Școală: Atelier brâncovenesc Hurezi Dimensiuni: 34x 25 x 3 cm Material: panou de esență tare; navă; două scânduri; două traverse semiîngropate; tempera; emulsie grasă; grund alb; schiță incizată; foiță de aur; nimburi ștanțate                                                                  | Icoana face parte din ansamblul tâmplei Bisericii Paraclis „Nașterea Maicii Domnului” de la Mănăstirea Hurezi. | Colecția muzeală a Mănăstirii Hurezi, Romanii de Jos | Cimec    |
|      | Schimbarea la Față Autor: Preda și Marin                                | Datare: 1696 Școală: Atelier brâncovenesc Hurezi Dimensiuni: 34x 25 x 3 cm Material: panou de esență tare; navă; două scânduri; două traverse semiîngropate; tempera; emulsie grasă; grund alb; schiță incizată; foiță de aur; nimburi ștanțate                                                                  | Icoana face parte din ansamblul tâmplei Bisericii Paraclis „Nașterea Maicii Domnului” de la Mănăstirea Hurezi. | Colecția muzeală a Mănăstirii Hurezi, Romanii de Jos | Cimec    |
|      | Învierea lui lazăr Autor: Preda și Marin                                | Datare: 1696 Școală: Atelier brâncovenesc Hurezi Dimensiuni: 34x 25 x 3 cm Material: panou de esență tare; navă; două scânduri; două traverse semiîngropate; tempera; emulsie grasă; grund alb; schiță incizată; foiță de aur; nimburi ștanțate                                                                  | Icoana face parte din ansamblul tâmplei Bisericii Paraclis „Nașterea Maicii Domnului” de la Mănăstirea Hurezi. | Colecția muzeală a Mănăstirii Hurezi, Romanii de Jos | Cimec    |
|      | Duminica Floriilor Autor: Preda și Marin                                | Datare: 1696 Școală: Atelier brâncovenesc Hurezi Dimensiuni: 34x 25 x 3 cm Material: panou de esență tare; navă; două scânduri; două traverse semiîngropate; tempera; emulsie grasă; grund alb; schiță incizată; foiță de aur; nimburi ștanțate                                                                  | Icoana face parte din ansamblul tâmplei Bisericii Paraclis „Nașterea Maicii Domnului” de la Mănăstirea Hurezi. | Colecția muzeală a Mănăstirii Hurezi, Romanii de Jos | Cimec    |
|      | Răstignirea lui Iisus Hristos Autor: Preda și Marin                     | Datare: 1696 Școală: Atelier brâncovenesc Hurezi Dimensiuni: 34x 25 x 3 cm Material: panou de esență tare; navă; două scânduri; două traverse semiîngropate; tempera; emulsie grasă; grund alb; schiță incizată; foiță de aur; nimburi ștanțate                                                                  | Icoana face parte din ansamblul tâmplei Bisericii Paraclis „Nașterea Maicii Domnului” de la Mănăstirea Hurezi. | Colecția muzeală a Mănăstirii Hurezi, Romanii de Jos | Cimec    |
|      | Învierea Domnului (Anastasis) Autor: Preda și Marin                     | Datare: 1696 Școală: Atelier brâncovenesc Hurezi Dimensiuni: 34x 25 x 3 cm Material: panou de esență tare; navă; două scânduri; două traverse semiîngropate; tempera; emulsie grasă; grund alb; schiță incizată; foiță de aur; nimburi ștanțate                                                                  | Icoana face parte din ansamblul tâmplei Bisericii Paraclis „Nașterea Maicii Domnului” de la Mănăstirea Hurezi. | Colecția muzeală a Mănăstirii Hurezi, Romanii de Jos | Cimec    |
|      | Înălțarea Domnului Autor: Preda și Marin                                | Datare: 1696 Școală: Atelier brâncovenesc Hurezi Dimensiuni: 34x 25 x 3 cm Material: panou de esență tare; navă; două scânduri; două traverse semiîngropate; tempera; emulsie grasă; grund alb; schiță incizată; foiță de aur; nimburi ștanțate                                                                  | Icoana face parte din ansamblul tâmplei Bisericii Paraclis „Nașterea Maicii Domnului” de la Mănăstirea Hurezi. | Colecția muzeală a Mănăstirii Hurezi, Romanii de Jos | Cimec    |
|      | Adormirea Maicii Domnului Autor: Preda și Marin                         | Datare: 1696 Școală: Atelier brâncovenesc Hurezi Dimensiuni: 34x 25 x 3 cm Material: panou de esență tare; navă; două scânduri; două traverse semiîngropate; tempera; emulsie grasă; grund alb; schiță incizată; foiță de aur; nimburi ștanțate                                                                  | Icoana face parte din ansamblul tâmplei Bisericii Paraclis „Nașterea Maicii Domnului” de la Mănăstirea Hurezi. | Colecția muzeală a Mănăstirii Hurezi, Romanii de Jos | Cimec    |
|      | Deisis Autor: Preda și Marin                                            | Datare: 1696 Școală: Atelier brâncovenesc Hurezi Dimensiuni: 43 x 25 x 3 cm Material: panou de esență tare; navă; două scânduri; două traverse semiîngropate; tempera; emulsie grasă; grund alb; schiță incizată; foiță de aur; nimburi ștanțate                                                                 | Icoana face parte din ansamblul tâmplei Bisericii Paraclis „Nașterea Maicii Domnului” de la Mănăstirea Hurezi. | Colecția muzeală a Mănăstirii Hurezi, Romanii de Jos | Cimec    |
|      | Sfânta Treime (de tip veterotestamentar) Autor: Preda și Marin          | Datare: 1696 Școală: Atelier brâncovenesc Hurezi Dimensiuni: 34x 25 x 3 cm Material: panou de esență tare; navă; două scânduri; două traverse semiîngropate; tempera; emulsie grasă; grund alb; schiță incizată; foiță de aur; nimburi ștanțate                                                                  | Icoana face parte din ansamblul tâmplei Bisericii Paraclis „Nașterea Maicii Domnului” de la Mănăstirea Hurezi. | Colecția muzeală a Mănăstirii Hurezi, Romanii de Jos | Cimec    |
|      | Apostolul Andrei Autor: Preda și Marin                                  | Datare: 1696 Școală: Atelier brâncovenesc Hurezi Dimensiuni: 43 x 25 x 3 cm Material: panou de esență tare; navă; două scânduri; două traverse semiîngropate; tempera; emulsie grasă; grund alb; schiță incizată; foiță de aur; nimburi ștanțate                                                                 | Icoana face parte din ansamblul tâmplei Bisericii Paraclis „Nașterea Maicii Domnului” de la Mănăstirea Hurezi. | Colecția muzeală a Mănăstirii Hurezi, Romanii de Jos | Cimec    |
|      | Apostolul Filip Autor: Preda și Marin                                   | Datare: 1696 Școală: Atelier brâncovenesc Hurezi Dimensiuni: 43 x 25 x 3 cm Material: panou de esență tare; navă; două scânduri; două traverse semiîngropate; tempera; emulsie grasă; grund alb; schiță incizată; foiță de aur; nimburi ștanțate                                                                 | Icoana face parte din ansamblul tâmplei Bisericii Paraclis „Nașterea Maicii Domnului” de la Mănăstirea Hurezi. | Colecția muzeală a Mănăstirii Hurezi, Romanii de Jos | Cimec    |
|      | Apostolul Ioan Autor: Preda și Marin                                    | Datare: 1696 Școală: Atelier brâncovenesc Hurezi Dimensiuni: 43 x 25 x 3 cm Material: panou de esență tare; navă; două scânduri; două traverse semiîngropate; tempera; emulsie grasă; grund alb; schiță incizată; foiță de aur; nimburi ștanțate                                                                 | Icoana face parte din ansamblul tâmplei Bisericii Paraclis „Nașterea Maicii Domnului” de la Mănăstirea Hurezi. | Colecția muzeală a Mănăstirii Hurezi, Romanii de Jos | Cimec    |
|      | Apostolul Iacov Autor: Preda și Marin                                   | Datare: 1696 Școală: Atelier brâncovenesc Hurezi Dimensiuni: 43 x 25 x 3 cm Material: panou de esență tare; navă; două scânduri; două traverse semiîngropate; tempera; emulsie grasă; grund alb; schiță incizată; foiță de aur; nimburi ștanțate                                                                 | Icoana face parte din ansamblul tâmplei Bisericii Paraclis „Nașterea Maicii Domnului” de la Mănăstirea Hurezi. | Colecția muzeală a Mănăstirii Hurezi, Romanii de Jos | Cimec    |
|      | Apostolul Luca Autor: Preda și Marin                                    | Datare: 1696 Școală: Atelier brâncovenesc Hurezi Dimensiuni: 43 x 25 x 3 cm Material: panou de esență tare; navă; două scânduri; două traverse semiîngropate; tempera; emulsie grasă; grund alb; schiță incizată; foiță de aur; nimburi ștanțate                                                                 | Icoana face parte din ansamblul tâmplei Bisericii Paraclis „Nașterea Maicii Domnului” de la Mănăstirea Hurezi. | Colecția muzeală a Mănăstirii Hurezi, Romanii de Jos | Cimec    |
|      | Apostolul Marcu Autor: Preda și Marin                                   | Datare: 1696 Școală: Atelier brâncovenesc Hurezi Dimensiuni: 43 x 25 x 3 cm Material: panou de esență tare; navă; două scânduri; două traverse semiîngropate; tempera; emulsie grasă; grund alb; schiță incizată; foiță de aur; nimburi ștanțate                                                                 | Icoana face parte din ansamblul tâmplei Bisericii Paraclis „Nașterea Maicii Domnului” de la Mănăstirea Hurezi. | Colecția muzeală a Mănăstirii Hurezi, Romanii de Jos | Cimec    |
|      | Apostolul Matei Autor: Preda și Marin                                   | Datare: 1696 Școală: Atelier brâncovenesc Hurezi Dimensiuni: 43 x 25 x 3 cm Material: panou de esență tare; navă; două scânduri; două traverse semiîngropate; tempera; emulsie grasă; grund alb; schiță incizată; foiță de aur; nimburi ștanțate                                                                 | Icoana face parte din ansamblul tâmplei Bisericii Paraclis „Nașterea Maicii Domnului” de la Mănăstirea Hurezi. | Colecția muzeală a Mănăstirii Hurezi, Romanii de Jos | Cimec    |
|      | Apostolul Pavel Autor: Preda și Marin                                   | Datare: 1696 Școală: Atelier brâncovenesc Hurezi Dimensiuni: 43 x 25 x 3 cm Material: panou de esență tare; navă; două scânduri; două traverse semiîngropate; tempera; emulsie grasă; grund alb; schiță incizată; foiță de aur; nimburi ștanțate                                                                 | Icoana face parte din ansamblul tâmplei Bisericii Paraclis „Nașterea Maicii Domnului” de la Mănăstirea Hurezi. | Colecția muzeală a Mănăstirii Hurezi, Romanii de Jos | Cimec    |
|      | Apostolul Petru Autor: Preda și Marin                                   | Datare: 1696 Școală: Atelier brâncovenesc Hurezi Dimensiuni: 43 x 25 x 3 cm Material: panou de esență tare; navă; două scânduri; două traverse semiîngropate; tempera; emulsie grasă; grund alb; schiță incizată; foiță de aur; nimburi ștanțate                                                                 | Icoana face parte din ansamblul tâmplei Bisericii Paraclis „Nașterea Maicii Domnului” de la Mănăstirea Hurezi. | Colecția muzeală a Mănăstirii Hurezi, Romanii de Jos | Cimec    |
|      | Apostolul Vartolomeu Autor: Preda și Marin                              | Datare: 1696 Școală: Atelier brâncovenesc Hurezi Dimensiuni: 43 x 25 x 3 cm Material: panou de esență tare; navă; două scânduri; două traverse semiîngropate; tempera; emulsie grasă; grund alb; schiță incizată; foiță de aur; nimburi ștanțate                                                                 | Icoana face parte din ansamblul tâmplei Bisericii Paraclis „Nașterea Maicii Domnului” de la Mănăstirea Hurezi. | Colecția muzeală a Mănăstirii Hurezi, Romanii de Jos | Cimec    |
|      | Apostolul Toma Autor: Preda și Marin                                    | Datare: 1696 Școală: Atelier brâncovenesc Hurezi Dimensiuni: 43 x 25 x 3 cm Material: panou de esență tare; navă; două scânduri; două traverse semiîngropate; tempera; emulsie grasă; grund alb; schiță incizată; foiță de aur; nimburi ștanțate                                                                 | Icoana face parte din ansamblul tâmplei Bisericii Paraclis „Nașterea Maicii Domnului” de la Mănăstirea Hurezi. | Colecția muzeală a Mănăstirii Hurezi, Romanii de Jos | Cimec    |
|      | Apostolul Simon Autor: Preda și Marin                                   | Datare: 1696 Școală: Atelier brâncovenesc Hurezi Dimensiuni: 43 x 25 x 3 cm Material: panou de esență tare; navă; două scânduri; două traverse semiîngropate; tempera; emulsie grasă; grund alb; schiță incizată; foiță de aur; nimburi ștanțate                                                                 | Icoana face parte din ansamblul tâmplei Bisericii Paraclis „Nașterea Maicii Domnului” de la Mănăstirea Hurezi. | Colecția muzeală a Mănăstirii Hurezi, Romanii de Jos | Cimec    |

## Fond
| Foto | Informații generale            | Detalii tehnice                                                    | Descriere                                                                                           | Deținător                       | Legături |
| ---- | ------------------------------ | ------------------------------------------------------------------ | --------------------------------------------------------------------------------------------------- | ------------------------------- | -------- |
|      | Maternitate Autor: Romul Ladea | Datare: 1935-1948 Dimensiuni: 37,5 x 32 x 24 cm Material: teracotă | Sculptură din tearcotă reprezentând o figură feminină cu un copil în brațe. Semnat în spate: LADEA. | Colecție particulară, Drăgășani | Cimec    |